# Jack Maitland
John Frederick Maitland, detto Jack (Pittsburgh, 8 febbraio 1948), è un ex giocatore di football americano statunitense che ha militato nel ruolo di running back nella National Football League (NFL).

## Carriera
Nowatzke all'università giocò a football al Williams College. Fu scelto dai Baltimore Colts nel corso del 16º giro (408º assoluto) del Draft NFL 1970. Vi giocò per una sola stagione, in cui vinse il Super Bowl V battendo i Dallas Cowboys 16-13. Le ultime due stagioni della carriera le disputò con i New England Patriots.

## Palmarès
- Super Bowl : 1

Baltimore Colts: V
- American Football Conference Championship: 1

Baltimore Colts: 1970